# Pelidnota jolyi
Pelidnota jolyi es una especie de escarabajo del género Pelidnota, familia Scarabaeidae. Fue descrita científicamente por Martínez en 1982.
Especie nativa de la región neotropical. Habita en Brasil.